# Gonzalagunia mildredae
Gonzalagunia mildredae är en måreväxtart som beskrevs av D.R.Simpson och Charlotte M. Taylor. Gonzalagunia mildredae ingår i släktet Gonzalagunia och familjen måreväxter.
Artens utbredningsområde är Peru. Inga underarter finns listade i Catalogue of Life.